# Risto Kurkinen
Risto Kurkinen, född 21 januari 1963, är en finländsk tidigare ishockeyspelare som bland annat spelade i JYP och HV 71.
Inför säsongen 2002-2003 blev han tränare för IK Pantern.

### Fotnoter
1. ↑  Janne Bengtsson (11 mars 2012). ”HV71 lilla Finland” (på svenska). Svenska dagbladet. https://www.svd.se/hv71-lilla-finland. Läst 26 mars 2017.
2. ↑  Marcus Nilsson (15 augusti 2002). ”Så här är läget i övriga klubbar i hockeyettan” (på svenska). Kristianstadsbladet. http://www.kristianstadsbladet.se/sport/sa-har-ar-laget-i-ovriga-klubbar-i-hockeyettan/. Läst 26 mars 2017.